# K. Settihalli, Maddur
K. Settihalli là một làng thuộc tehsil Maddur, huyện Mandya, bang Karnataka, Ấn Độ.